# Harry Bild
Harry Sven-Olof Bild (18. prosince 1936, Växjö – 16. ledna 2025) byl švédský fotbalista.
Hrál na postu útočníka, především za IFK Norrköping a Östers IF.

## Hráčská kariéra
Harry Bild hrál na postu útočníka za IFK Norrköping, FC Zürich, Feyenoord a Östers IF. 5× se stal mistrem švédské ligy a hned v první sezoně se stal králem střelců.
Za Švédsko hrál 28 zápasů a dal 13 gólů.

## Úspěchy

### Klub
IFK Norrköping
- Švédská liga (4): 1956/57, 1960, 1962, 1963

Östers IF
- Švédská liga (1): 1968

### Individuální
- Fotbalista roku: 1963
- Král střelců švédské ligy: 1956/57